# Bacchiglione
Pour l'ancien département, voir Bacchiglione (département).
Le Bacchiglione est un fleuve du nord de l'Italie, long de 118 km, qui prend sa source dans la province de Vicence, au pied du mont Pasubio.
Ses eaux proviennent des résurgences de la plaine de Vicence et des nombreux torrents issus des Préalpes.

## Histoire
Le Bacchiglione a donné son nom entre 1806 et 1814 à un département du royaume d'Italie : voir Bacchiglione (département).

## Géographie
Le  Bacchiglione est un fleuve qui arrose les provinces de Vicence (Vicenza) et de Padoue (Padova). Sa longueur de 118 km couvre un bassin de 1 400 km2.
Sur le tracé "de Vicence" son cours est riche de méandres et d’anses, alors que dans le tracé "de Padoue" il présente une physionomie différente, avec un cours rectiligne résultant de multiples interventions humaines.

### La source
Le fleuve naît de résurgences dans les communes de Dueville et de Villaverla, prenant initialement le nom de "Bacchiglioncello". Peu en amont de la cité de Vicence, il reçoit les eaux du sous-bassin du Leogra-Timonchio (du mont Pasubio) et prend le nom de Bacchiglione. Après Vicence il reçoit encore les eaux du fleuve Retrone, des torrents Astichello et Astico-Tesina et du fleuve Tesina Padovano.

## Histoire et épopées du fleuve

Les canaux entre le Brenta et le Bacchiglione

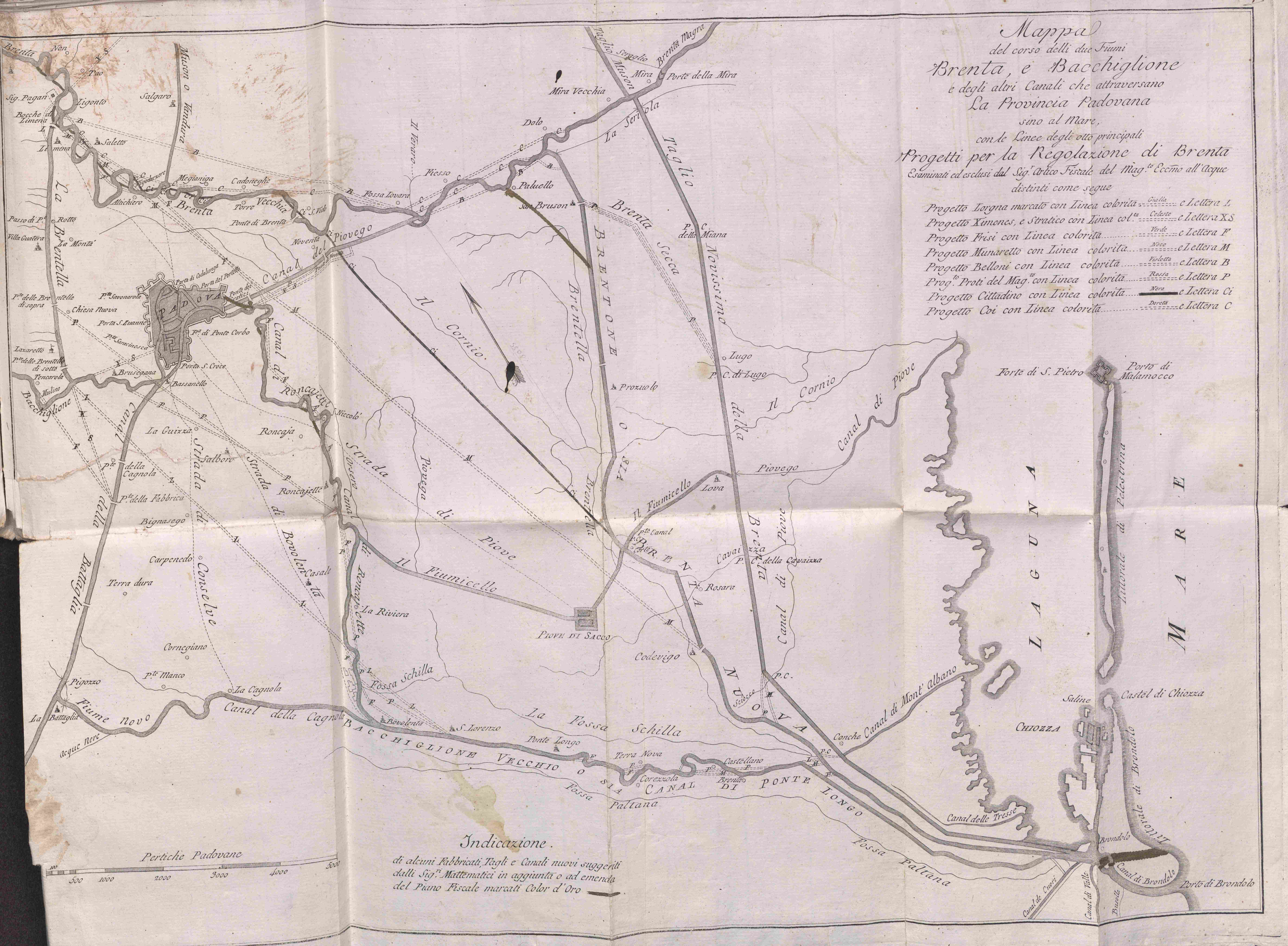
Carte de 1789

### Canal Bisatto
À Longare, se détache le canal Bisatto (ou "canal Bisato"), construit au XIIe siècle (début 1143) par les gens de Vérone et Vicence pour priver Padoue des eaux du fleuve durant les nombreuses querelles de l’époque (comme raconta Dante dans le IX chant du "Paradiso"), les privant de navigation, d'eau d'alimentation des moulins et permettant à Vicence de rejoindre la lagune sans passer le contrôle de Padoue.
Le canal se dirige vers Lozzo Atestino et Este; poursuit vers Monselice ("canal Este-Montelice") et au-delà vers Battaglia Terme ("canal Battaglia" ou "canal de Monselice"), où il se joint au canal Battaglia, provenant de Padoue. À travers le canal Vigenzone ("canale Cagnola") les eaux rejoignent celle du fleuve Bacchiglione ("canal de Pontelungo"), permettant aux gens de Vicence d’arriver à Chioggia sans passer par Padoue (leur évitant de payer la gabelle).

### Canal Brentella
Peu avant Padoue, le fleuve reçoit les eaux du canal Brentella, construit en 1314 par les gens de Padoue pour  empêcher ceux de Vicence de prendre, à la cité, les eaux du fleuve en le déviant dans le canal Bisatto. Le canal Brentella vient du fleuve Brenta à Limena, où le cours est régulé par un barrage hydraulique ("Colmelloni"). Aujourd'hui, le canal est utilisé surtout pour la navigation touristique et naturaliste (petits bacs à moteur).

### Canal Battaglia
Peu en dehors de la localité de Bassanello (actuellement dans la périphérie de Padoue), se détachant du fleuve Bacchiglione, le canal Battaglia (XIIe siècle) se dirige au sud vers Battaglia Terme: là il se réunit avec le canal Bisatto, qui arrive du fleuve près de Vicence. Par le canal Vigenzone ("canal Cagnola"), les eaux rejoignent de nouveau le Bacchiglione ("canal de Pontelungo").

### Canal Scaricatore
Pour éviter les dégâts des inondations dans la seconde moitié du XIXe siècle (avec une substantielle réfection à partir des années 1920), est construit le canal Scaricatore qui, partant de Bassanello, permet de reverser l’excès d’eau dans le fleuve après la sortie de Padoue (canal de Roncajette), près de la localité de Voltabarozzo (centre expérimental pour Modèles hydrauliques).

### Canaux de Padoue
Le fleuve entre à Padoue depuis le sud (ponte dei Cavai) et à la « Specola di Padova » se divise en deux branches principales, qui alimentent de nombreux canaux secondaires : le « Tronco maestro », vers le nord, et le Naviglio Interno vers l’est, qui parcourt tout le centre historique. De celui-ci, se détache une troisième branche: le « canal de Santa Chiara. » Les deux branches principales se confondent de nouveau aux « Portes Contarine » (écluses qui permettent de réguler le niveau) et forment le canale Piovego, alors que le canal de Santa Chiara s’y raccorde peu après. Le canale Piovego poursuit jusqu’au fleuve Brenta, près de Stra, où il se raccorde avec la « riviera del Brenta » (Naviglio del Brenta).

## La continuation du fleuve comme "canal Roncajette" et "canal Pontelungo"
Le fleuve sort de Padoue sous le nom de "canal Roncajette" et bifurque au sud-est. À Bovolenta il reçoit les eaux du canal Vigenzone (ou "canal Cagnola"), provenant du canal Bisetto (dérivation du Bacchiglione près de Vicence) et du canal de Battaglia (dérivation du Bacchiglione provenant de Padoue). Poursuit dans un cours canalisé en prenant également le nom de "canal de Pontelungo" et  conflue près de la localité de "Ca' Pasqua" dans le fleuve Brenta.
Le fleuve Bacchiglione, après avoir rejoint le Brenta se jette, à peu de kilomètres, dans l'Adriatique, par un estuaire près de Brondolo, entre Sottomarina et Isola Verde.

## Sources
- Wikipédia Italien